# Henry Bernet
Pour les personnes ayant le même patronyme, voir Bernet.
Henry Bernet, né le 25 janvier 2007 à Bâle, est un joueur de tennis suisse.

## Biographie
Henry Bernet naît à Bâle le 25 janvier 2007, fils de Robert et Michèle Bernet. Sa tante, Marianne, est la présidente du club TC Old Boys de Bâle. Il a un frère aîné et une sœur cadette.
Après le gymnase à Bienne, dans le canton de Berne, il entend faire des études de médecine.

## Caractéristiques de joueur
Henry Bernet mesure 1,91 m (6′ 3″) ou 1,93 m (6′ 4″).
Son revers à une main, préparé relativement haut, fait penser à celui de Stefan Edberg ou Dominic Thiem. Son service est l'un de ses points forts.

## Parcours sportif
Henry Bernet commence le tennis à l'âge de 4 ans, avec son frère aîné.
Il est formé au sein du club TC Old Boys et rejoint la Fédération suisse de tennis en 2022. Son entraîneur principal est Sven Swinnen. Il est également entraîné depuis 2025 par Severin Lüthi.
En 2024, il est quart de finaliste des Internationaux de France junior. En juillet, il reçoit une invitation pour le tournoi Challenger de Zoug où il parvient en quart de finale. En octobre, il élimine Fabio Fognini en qualifications[réf. souhaitée] des Swiss Indoors de Bâle et passe un tour en double avec Jérôme Kym[réf. souhaitée].
En janvier 2025, il s'impose sur le tournoi de Traralgon puis remporte la semaine suivante, le jour de son dix-huitième anniversaire, le tournoi junior de l'Open d'Australie en battant l'Américain Benjamin Willwerth en finale. Il est le premier Suisse à s'imposer dans ce tournoi.
Dès son jeune âge, il partage de nombreux points communs avec Roger Federer : le club dans lequel le jeune Suisse joue lors de son parcours junior est le TC Old Boys de Bâle, il joue son revers à une main, il est entrainé par Severin Lüthi, et il remporte également un Grand Chelem Junior.